# Rinaldo Ruschi
Rinaldo Ruschi (Pisa, 7 febbraio 1817 – Pisa, 3 febbraio 1891) è stato un politico italiano.

## La famiglia e i primi anni
Figlio di Giovan Battista Ruschi, esponente dell'antica casata pisana, ed Elisabetta Scarsi, ebbe tre fratelli maschi: Pietro (1806-1865), Francesco (1807-1875) e Leopoldo detto Poldo (1810-1882).
Si laureò in Matematica presso l'Università di Pisa. In occasione delle inondazioni del Serchio (1843) e dell'Arno (1844), si impegnò attivamente nell'organizzazione dei soccorsi alle popolazioni locali.

## Carriera politica ed istituzionale
Fin da giovane svolse una notevole attività pubblica, in ambito militare, sociale e politico. Nel 1847 fece parte della Guardia civica pisana, con il grado di capitano comandante di compagnia; partecipò con il Battaglione universitario toscano alla campagna militare in Lombardia; catturato dagli Austriaci, fu in seguito liberato.
La posizione assunta durante la fase finale dei moti del 1848 fu ambigua. Quando il 12 aprile 1849, qualche settimana dopo la sconfitta di Novara, Francesco Domenico Guerrazzi perse il potere in Toscana e il Municipio di Firenze (moderato) prese gradualmente il controllo delle città, inclusa Pisa, Ruschi dichiarò assieme a Rodolfo Castinelli e al senatore Centofanti di operare per conto della giunta di Firenze.
Negli ultimi anni del Granducato di Toscana, ebbe diversi incarichi: fu sovrintendente del Conservatorio dei poveri orfani (1848-63), succedendo nell'incarico al padre Giovan Battista, e diresse le attività all'Ospizio di Menicità e alla Cassa di Risparmio. Fu membro del Consiglio di Prefettura di Pisa e fece parte, come segretario, della commissione per la riforma della Amministrazione dei fiumi e dei fossi della Provincia di Pisa (1859-60). Nelle fasi di passaggio del Granducato al Regno d'Italia, la sua attività politica assunse una dimensione nazionale: membro della Consulta di Stato del Granducato di Toscana istituita nel maggio 1859 dal Governo provvisorio, venne eletto deputato dell'Assemblea dei rappresentanti toscani nell'agosto 1859 da uno dei collegi di Pisa. Agli elettori così dichiarava le sue idee:
Fece quindi parte della deputazione toscana che si recò a Torino nel settembre di quello stesso anno, per coordinare la procedura di unione col Regno di Sardegna.
In seguito all'Unità fu eletto deputato nel 1860, 1861 e 1865; anche come membro del Parlamento nazionale, si occupò di promuovere le opere pubbliche legate alla sua terra d'origine: tra quelle di maggior rilievo, la regimentazione delle acque della provincia pisana, e in particolare del Padule di Bientina.
Alle elezioni del 1867 fu sostituito da Luigi Sanminiatelli, candidato proposto dalle consorterie della nuova capitale
L'anno successivo (il 12 marzo 1868) il re Vittorio Emanuele II lo nominò Senatore del Regno, e un mese dopo cavaliere dell'Ordine della Corona d'Italia, istituito quell'anno. In qualità di senatore partecipò agli accesi dibattiti per l'abolizione della pena di morte (1875).
L'impegno nella attività del parlamento nazionale non lo allontanò dalla vita politica locale: fu commissario tecnico del progetto del Nuovo teatro notturno, consigliere provinciale (1865-1869) e consigliere comunale a Pisa (1865-1869) e a Calci (1874-1881). 
Dall'agosto 1868 fino al 1877 ebbe la carica di presidente della Accademia di belle arti di Pisa.

## Interessi economici

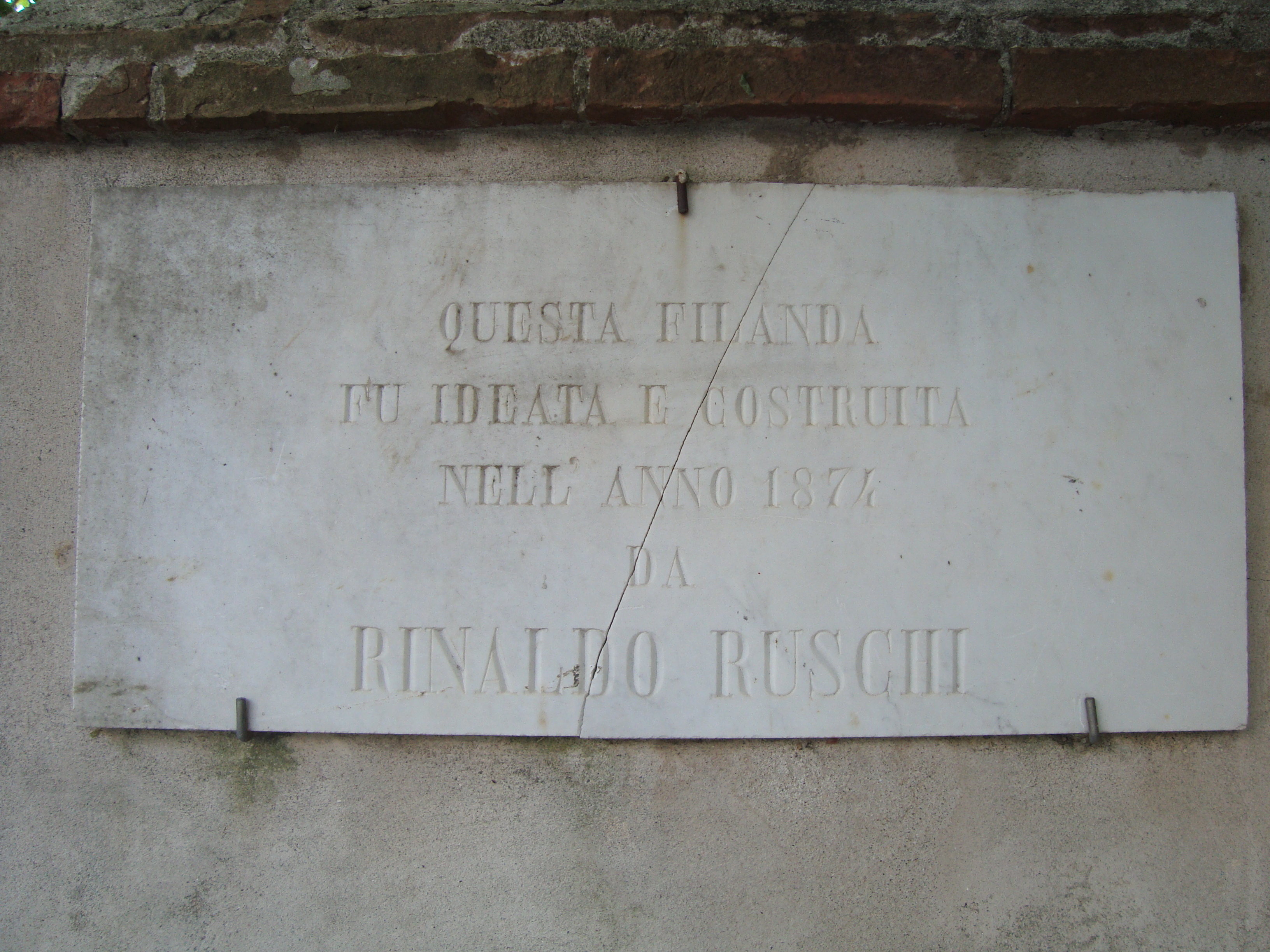
targa che commemora la filanda costruita a Calci da Rinaldo Ruschi, nel 1874.

La famiglia Ruschi aveva interessi in diverse attività manifatturiere e agricole, tra cui la coltivazione delle olive e la produzione dell'olio in frantoio, e la lavorazione del grano nei mulini.
Rinaldo proseguì nell'attività, mettendo a frutto l'esperienza acquisita: nel 1852, insieme con uno dei fratelli, si impiantò a Calci una filanda per la trattura della seta. L'azienda incrementò la produzione nel corso degli anni successivi, fino a dar lavoro a circa cento operai, rendendo necessaria l'apertura di un altro stabilimento. Ruschi divenne membro della Société internationale des texiles, che aveva sede a Milano, e nel 1864 partecipò alla Prima Esposizione dei cotoni italiani, organizzata a Torino dal Ministero dell'Agricoltura, Industria e Commercio.
Cessato il momento favorevole nel mercato della seta, la filanda ebbe un periodo di stasi, fino a giungere alla chiusura all'inizio del secolo successivo. Fu adibita a un magazzino di derrate alimentari nel secondo dopoguerra.

## Conoscenze politico-letterarie e pubblicazioni
Ruschi fu socio di numerose accademie e istituzioni culturali e scientifiche, sia locali che di rilievo nazionale, fra le quali si possono citare la Società aretina di scienze, lettere e arti (socio corrispondente, 1844), l'Accademia dei Georgofili (socio corrispondente, 1853) e l'Accademia valdarnese del Poggio di Montevarchi (1856).
Molto presente nell'élite politico-letteraria del Granducato, collaborò con Giuseppe Montanelli alla diffusione della stampa clandestina in Toscana, ma i due si allontanarono in seguito l'atteggiamento assunto dal Ruschi durante i moti del 1848. Fu inoltre amico di Gino Capponi e di Giuseppe Giusti.
Nel 1860 pubblicò un Corso di lezioni di disegno lineare e varie memorie contenute nella rivista Il Cimento e in altri giornali.
Nel 1878 curò come editore una raccolta di lettere del Senatore Francesco Maria Gianni.